# Cratere Toconao
Toconao  è un cratere sulla superficie di Marte.